# Curriea jacobsoni
Curriea jacobsoni är en stekelart som först beskrevs av Vladimir Ivanovich Tobias 1968.  Curriea jacobsoni ingår i släktet Curriea och familjen bracksteklar. Inga underarter finns listade i Catalogue of Life.